# Carlos Bee

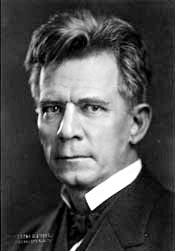
Carlos Bee

Carlos Bee (* 8. Juli 1867 in Saltillo, Mexiko; † 20. April 1932 in San Antonio, Texas) war ein US-amerikanischer Politiker. Zwischen 1919 und 1921 vertrat er den Bundesstaat Texas im US-Repräsentantenhaus.

## Werdegang
Carlos Bee war der Sohn von Hamilton Prioleau Bee (1822–1897), der während des Bürgerkrieges General im Heer der Konföderation gewesen war. Nach dem Krieg war er mit seiner Familie nach Mexiko ins Exil gegangen. Außerdem war Carlos Bee der Urenkel von Thomas Bee (1739–1812), einem Delegierten zum Kontinentalkongress. Im Jahr 1874 kehrte er mit seinen Eltern in die Vereinigten Staaten zurück, wo sie sich in San Antonio niederließen. Er besuchte die öffentlichen Schulen seiner neuen Heimat und danach das Agricultural and Mechanical College. Anschließend arbeitete er als Postbote für die Eisenbahnpost. Nach einem Jurastudium und seiner 1893 erfolgten Zulassung als Rechtsanwalt begann er in San Antonio in diesem Beruf zu praktizieren. Im selben Jahr wurde er Bundesbeauftragter (United States Commissioner) für den westlichen Teil des Staates Texas.
Von 1898 bis 1905 fungierte Bee als Staatsanwalt im 37. Gerichtsbezirk seines Staates. Gleichzeitig begann er als Mitglied der Demokratischen Partei eine politische Laufbahn. In den Jahren 1904 und 1908 war er Delegierter zu den jeweiligen Democratic National Conventions. 1904 war er auch Vorsitzender des regionalen Parteitages der Demokraten in Texas. Von 1906 bis 1908 gehörte er dem Schulausschuss der Stadt San Antonio an; zwischen 1912 und 1914 leitete er den Schulausschluss im Bexar County. Von 1915 bis 1919 gehörte er dem Senat von Texas an.
Bei den Kongresswahlen des Jahres 1918 wurde Bee im 14. Wahlbezirk von Texas in das US-Repräsentantenhaus in Washington, D.C. gewählt, wo er am 4. März 1919 die Nachfolge von James Luther Slayden antrat. Da er im Jahr 1920 dem Republikaner Harry M. Wurzbach unterlag, konnte er bis zum 3. März 1921 nur eine Legislaturperiode im Kongress absolvieren. Während dieser Zeit wurden der 18. und der 19. Verfassungszusatz ratifiziert. Dabei ging es um das Verbot des Handels mit alkoholischen Getränken und die bundesweite Einführung des Frauenwahlrechts.
Nach dem Ende seiner Zeit im US-Repräsentantenhaus betätigte sich Carlos Bee wieder als Anwalt in San Antonio, wo er am 20. April 1932 verstarb. Er wurde auf dem dortigen Confederate Cemetery beigesetzt.